# Sialis japonica
Sialis du Japon
Espèce
Synonymes
- Sialis iyoensis Kuwayama (d), 1965[1]

Synonymes
- Sialis nikkoensis Nakahara, W. (ja), 1915[2]

Synonymes
- Sialis diminuta Nakahara, W. (ja), 1915[2]

Synonymes
- Sialis mitsuhashii Okamoto, H. (d), 1910[3]

Sialis japonica est une espèce de mégaloptères de la famille des Sialidae.

## Systématique
Cette espèce a été décrite en 1909 par Herman Willem van der Weele (en),.
Une étude scientifique par Yoshinori Takeuchi (d) et Hidehiro Hoshiba a été effectuée sur des larves de Sialis japonica et de Sialis yamatoensis.